# 艾朗 (康塔尔省)
艾朗（法語：Ayrens）是法国康塔尔省的一个市镇，属于歐里亞克區（Aurillac）拉罗屈埃布鲁县（Laroquebrou）。该市镇总面积25.5平方公里，2009年时的人口为652人。

## 人口
艾朗人口变化图示
| 数据来源：INSEE |